# 鈴木策三
鈴木 策三（すずき さくぞう、1983年10月3日 - ）は、日本の元お笑い芸人、放送作家。
千葉県木更津市出身。東京NSC17期生。吉本興業東京本社、ニュースタッフエージェンシーに所属していた。身長169 cm、体重58 kg。

## 芸風
『エンタの神様』では、ヤンキー独特のキレる台詞を言ったり、脅しのような態度を見せた後に、和ませる台詞を放ったり親切そうな態度をとる「なごませヤンキー」というキャラクターを演じる。
- 例：「俺が誰だか分かってんのか? てめえ、俺が誰だか分かってんのか!」と怒鳴って、「鈴木策三と申します!！名前だけでも覚えてってください」と言って和ませる。
- ネタの中に歌を入れるが、そのメロディーは尾崎豊の曲「15の夜」から引用したものである。

## 出演

### テレビ
- エンタの神様（日本テレビ系列） - キャッチコピーは『薄力（はくりょく）のなごませヤンキー』、2007年11月17日、2008年2月16日出演
- 爆笑レッドシアター（フジテレビ） - 「ホワイトシアター」のコーナー、2010年1月13日

### ライブ
- Drive Jr. （東京都中野区・Studio twl）